# Parsec Award
Der Parsec Award ist ein jährlich vergebener Literaturpreis, der für Podcasts und deren Autoren aus dem Bereich der Science-Fiction und der spekulativen Literatur im Allgemeinen verliehen wird. Der Preis wurde 2006 von Mur Lafferty, Michael R. Mennenga und Tracy Hickman mit Unterstützung von Farpoint Media initiiert und im gleichen Jahr erstmals vergeben. Nominierungen können durch jeden Podcast-Hörer erfolgen, aus den Nominierungen wird dann durch das Organisationskomitee eine Vorauswahl getroffen, über die Finalisten und Sieger entscheidet eine unabhängige Jury. Die Zahl der Kategorien stieg von anfangs 9 auf 14 Kategorien im Jahr 2017. Die Preisverleihung findet am Labor-Day-Wochenende auf der Dragon*Con in Atlanta statt.

## Liste der Preisträger
2017
- Best Speculative Fiction Comedy/Parody Podcast: Mark Restuccia, Patch Hyde: Star Wars Best in Galaxy Season 3
- Best Podcast about Speculative Fiction Content Creation: Angie Fenimore, Michael Sheen  (Dandelion Productions): Calliope Writing Coach Podcast
- Best Speculative Fiction Fan or News Podcast (Specific): John Mills, Matt Rushing: Aggressive Negotiations: A Star Wars Podcast
- Best Speculative Fiction Magazine or Anthology Podcast: Travis McMaster, Mark Whitten: The Theatre of Tomorrow
- Best Speculative Fiction Fan or News Podcast (General): Andrea Subissati, Alexandra West: The Faculty of Horror
- Best Fact Behind the Fiction Podcast: Cara Santa Maria: Talk Nerdy with Cara Santa Maria
- Best Speculative Fiction Video Story: Grant Baciocco: The Uncle Interloper Show
- Best New Speculative Fiction Podcaster/Team: Definitely Human: MarsCorp
- Best Speculative Fiction Audio Drama (Long Form): Todd Faulkner, Alison Crane, Nicole Greevy: Uncanny County
- Best Speculative Fiction Story – Large Cast (Short Form): Maia Brown-Jackson: Return Home – Genie
- Best Speculative Fiction Story – Small Cast (Long Form): Chris Lester: The Raven and the Writing Desk – Things Unseen
- Best Speculative Fiction Story – Small Cast (Short Form): K. B. Goddard: The Wicked Library – Shadows
- Best Speculative Fiction Story – Small Cast (Novella Form): KT Bryski: Six Stories, Told at Night
- Best Speculative Fiction Audio Drama (Short Form): John Ballentine: Campfire Radio Theater – Woods Ferry

2016
- Best Speculative Fiction Comedy/Parody Podcast: Christopher Rathjen and the USS Sisyphus Cast & Crew (Improvised): Improvised Star Trek -The Voyages of the USS Sisyphus
- Best Podcast about Speculative Fiction Content Creation: Alastair Stephens: The Journeyman Writer
- Best Speculative Fiction Fan or News Podcast (Specific): Deborah Stanish, Erika Ensign, Katrina Griffiths, L. M. Myles, Lynne M. Thomas, Tansy Rayner Roberts: Verity Podcast
- Best Speculative Fiction Magazine or Anthology Podcast: Lynne M. Thomas, Michael Damian Thomas, Erika Ensign, Steven Schapansky: The Uncanny Magazine Podcast
- Best Speculative Fiction Fan or News Podcast (General): Jason Snell: The Incomparable
- Best Fact Behind the Fiction Podcast: Fraser Cain: Universe Today’s Guide to Space
- Best Speculative Fiction Video Story: Grant Baciocco, Russ Walko: The Ultimate Nerd-ament
- Best New Speculative Fiction Podcaster/Team: Todd Faulkner, Alison Crane: Uncanny County
- Best Speculative Fiction Audio Drama (Long Form): Todd Faulkner, Alison Crane: Uncanny County
- Best Speculative Fiction Story – Large Cast (Long Form): Ryan P. Duke: Reading Out Loud – Property Damage Claim #1-1403986
- Best Speculative Fiction Story – Small Cast (Long Form): Mike Bennett: After the Plague
- Best Speculative Fiction Story – Small Cast (Short Form): Justin Cawthorne: Tales to Terrify – Graves
- Best Speculative Fiction Audio Drama (Short Form): David A. Mackenzie: The Galaxy Quest Restoration Project – Balance of Darkness
- Best Speculative Fiction Story – Large Cast (Short Form): Jared Axelrod: The Voice of Free Planet X  – Oddfellows Local

2015
- Best Speculative Fiction Audio Drama (Long Form): Michael McQuilkin, Richard Wentworth, Hadron Gospel Hour: The Sinister Secret of StarNasty OR A Mike in the Mechanics
- Best Speculative Fiction Audio Drama (Short Form): Mike Meraz, Aaron Meraz: Aaron’s World
- Best Podcast about Speculative Fiction Content Creation: The Journeyman Writer
- Best Speculative Fiction Comedy/Parody Podcast: [1] New Message
- Best Fact Behind the Fiction Podcast: Universe Today’s Guide to Space
- Best Speculative Fiction Fan or News Podcast (General): The Incomparable
- Best Speculative Fiction Fan or News Podcast (Specific): The Scot and the Sassenach
- Best Speculative Fiction Story – Large Cast (Short Form): Rish Outfield, Bigg Anklevich, The Dunesteef Audio Fiction Magazine: Last Contact
- Best Speculative Fiction Magazine or Anthology Podcast: Seminar
- Best New Speculative Fiction Podcaster/Team: PleasureTown
- Best Speculative Fiction Story – Small Cast (Novella & Long Form) (Combined due to number of small numbers of nominees): The Black
- Best Speculative Fiction Story – Small Cast (Short Form): V. C. Morrison, Seminar: O’Malley’s Media Storm
- Best Speculative Fiction Video Story: Mario Warfare

2014
- Best Speculative Fiction Story – Small Cast (Short Form): Paul Lorello: Growth Spurt (from Pseudopod)
- Best Speculative Fiction Story – Small Cast (Novella Form): Mike Bennett: Blood and Smoke (from Underwood and Flinch)
- Best Speculative Fiction Story – Large Cast (Short Form): Niall Kitson: Dirty Hands (from Seminar: An Original Anthology Show)
- Best Speculative Fiction Story – Long Form: William J. Meyer: Fire on the Mound
- Best Speculative Fiction Audio Drama (Short Form): Jon Thrower: Tallington (from We Are Not Alone)
- Best Speculative Fiction Audio Drama (Long Form): Kc Wayland: We’re Alive: A Story of Survival
- Best Speculative Fiction Video Story: Chris Lukeman, Anne Lukeman: Once Upon a Time in the 1970’s
- Best Speculative Fiction Magazine or Anthology Podcast: David Cummings: The NoSleep Podcast
- Best New Speculative Fiction Podcaster/Team: Richard Wentworth, Michael McQuilkin, Lisa McQuilkin, and Michael Atkinson of Hadron Gospel Hour
- Best Speculative Fiction Fan or News Podcast (Specific): John S. Drew, Paul K. Bisson: Cyborgs: A Bionic Podcast
- Best Speculative Fiction Fan or News Podcast (General): Veronica Belmont, Tom Merritt: Sword & Laser
- Best Podcast about Speculative Fiction Content Creation: Lani Diane Rich, Alastair Stephens: StoryWonk Sunday
- Best Fact Behind the Fiction Podcast: Fraser Cain: Universe Today’s Guide to Space
- Best Speculative Fiction Comedy/Parody Podcast: Brian Richardson et al.: DragonConTV

2013
- Best Speculative Fiction Story – Small Cast (Short Form): Rick Kennett: Now Cydonia (from Cast of Wonders)
- Best Speculative Fiction Story – Small Cast (Novella Form): H. P. Lovecraft, Mike Bennett: The Shadow Over Innsmouth
- Best Speculative Fiction Story – Small Cast (Long Form): Mike Bennett: Underwood and Flinch
- Best Speculative Fiction Story – Large Cast: Rick Kennett: The Road To Utopia Plain (The Dunesteef Audio Fiction Magazine)
- Best Speculative Fiction Audio Drama (Short Form): Radio Static: The Minister of Chance
- Best Speculative Fiction Audio Drama (Long Form): Tony Raymond, Daniel McIntosh: Star Trek: Outpost
- Best Speculative Fiction Video Story: Molly Crabapple, Kim Boekbinder, Jim Batt: I Have Your Heart
- Best Speculative Fiction Magazine or Anthology Podcast: Tee Morris, Pip Ballantine: Tales from the Archives, Volume 2
- Best New Speculative Fiction Podcaster/Team: David Cummings: The NoSleep Podcast
- Best Speculative Fiction Fan or News Podcast (Specific): Jimmy Mac, Jason Swank: RebelForce Radio
- Best Speculative Fiction Fan or News Podcast (General): Ash Farbrother: Nights at the Round Table
- Best Podcast about Speculative Fiction Content Creation: J. C. Hutchins, Steve Peters: StoryForward
- Best Fact Behind the Fiction Podcast: Oli Usher, Joe Liske: Hubblecast
- Best Speculative Fiction Comedy/Parody Podcast: Mark Soloff: Blastropodcast
- Best Speculative Fiction Music Podcast: Devo Spice: The Funny Music Project

2012
- Best Speculative Fiction Story – Small Cast (Short Form): Pip Ballantine: Precarious Child (from The Ministry of Peculiar Occurrences)
- Best Speculative Fiction Story – Small Cast (Novella Form): nicht vergeben
- Best Speculative Fiction Story – Small Cast (Long Form): Mike Bennett: Underwood and Flinch: A Vampire Novel
- Best Speculative Fiction Story – Large Cast: P.C. Haring: The Seven (from The Ministry of Peculiar Occurrences)
- Best Speculative Fiction Audio Drama (Short Form): Rich Matheson: Keeg’s Quest: A Skyrim Adventure
- Best Speculative Fiction Audio Drama (Long Form): Alicia Goranson: The Mask of Inanna
- Best Speculative Fiction Video Story: nicht vergeben
- Best Speculative Fiction Magazine or Anthology Podcast: Drabblecast
- Best New Speculative Fiction Podcaster/Team: Tina Connolly: Toasted Cake
- Best Speculative Fiction Fan or News Podcast (Specific): The Signal
- Best Speculative Fiction Fan or News Podcast (General): The Incomparable
- Best Podcast about Speculative Fiction Content Creation: Writing Excuses
- Best Fact Behind the Fiction Podcast: MonsterTalk
- Best Speculative Fiction Comedy/Parody Podcast: Supervillain Corner
- Best Speculative Fiction Music Podcast: Radio Free Hipster

2011
- Best Speculative Fiction Story (Short Form): Maggie Clark (from Lightspeed Magazine): Saying the Names
- Best Speculative Fiction Story (Novella Form): Scott Sigler: Kissyman & the Gentleman
- Best Speculative Fiction Story (Long Form): Nathan Lowell: Owner’s Share
- Best Speculative Fiction Audio Drama (Short Form): Grant Baciocco, Doug Price: The Radio Adventures of Dr. Floyd
- Best Speculative Fiction Audio Drama (Long Form): Jay Smith (3015 North Studios): HG World
- Best Speculative Fiction Video Story: Grant’s Advent Calendar Video Podcast
- Best Speculative Fiction Magazine or Anthology Podcast: Drabblecast
- Best New Speculative Fiction Podcaster/Team: Cobalt City Adventures Unlimited
- Best Speculative Fiction Fan or News Podcast (Specific): PodCulture: TARDIS Interruptus
- Best Speculative Fiction Fan or News Podcast (General): WhatTheCast
- Best Podcast about Speculative Fiction Content Creation: Fullcast Podcast
- Best Fact Behind the Fiction Podcast: Planetary Radio
- Best Speculative Fiction Comedy/Parody Podcast: Technorama
- Best Speculative Fiction Music Podcast: Renaissance Festival Podcast
- Best Youth Driven Speculative Fiction Podcast: Aaron’s World

2010
- Best Speculative Fiction Story (Short Form): Scott Sigler: The Tank
- Best Speculative Fiction Story (Novella Form): J.C. Hutchins: Personal Effects: Sword of Blood
- Best Speculative Fiction Story (Long Form): Nathan Lowell: Captain’s Share
- Best Speculative Fiction Audio Drama (Short Form): Chris Lester: The Metamor City Podcast – Whispers in the Wood
- Best Speculative Fiction Audio Drama (Long Form): Gregg Taylor: Decoder Ring Theatre
- Best Speculative Fiction Video Story: David Nett, Andrew R. Deutsch: GOLD: Season 1
- Best Speculative Fiction Magazine or Anthology Podcast: Norm Sherman: The Drabblecast
- Best New Speculative Fiction Podcaster/Team: Nathaniel Tapley: In The Gloaming
- Best Speculative Fiction Fan or News Podcast (Specific): Kari Haley, Kevin Bachelder, Kara Helgren, Les Howard, Jutta Jordans, Dave Tomasic, Andy King, Nick Edwards, Miranda Thomas, Helen Eaton, Anna Snyder, James Parkinson, Jill Arroway: The Signal
- Best Speculative Fiction Fan or News Podcast (General): Audra, Chuck & Sean: Galactic Watercooler
- Best Podcast about Speculative Fiction Content Creation: Brandon Sanderson, Dan Wells, Eric James Stone, Howard Tayler, Stacy Whitman: Writing Excuses
- Best Fact Behind the Fiction Podcast: Brian Dunning: Skeptoid
- Best Speculative Fiction Comedy/Parody Podcast: Cayenne Chris Conroy: Teknikal Diffikulties
- Best Speculative Fiction Music Podcast: Z.: Radio Free Hipster

2009
- Best Speculative Fiction Story (Short Form): Michael Natale: Variant Frequencies – Under The Bed
- Best Speculative Fiction Story (Novella Form): Scott Sigler: 7th Son: Obsidion – Eusocial Networking
- Best Speculative Fiction Story (Long Form / Novel): James Durham: FETIDUS: The Foundation for the Ethical Treatment of the Innocently Damned, Undead and Supernatural
- Best Speculative Fiction Audio Drama (Short Form including Independents): Grant Baciocco, Doug Price: The Radio Adventures of Doctor Floyd
- Best Speculative Fiction Audio Drama (Long Form including Independents): Chris Lester: The Metamor City Podcast – Making the Cut
- Best Speculative Fiction Magazine or Anthology Podcast: Ben Phillips, Alasdair Stuart: Pseudopod edited
- Best Speculative Fiction Video Podcast: Earl Newton, David Kanter, Cody P. Christian: Stranger Things
- Best Speculative Fiction Comedy / Parody Podcast: John Bell: Bell’s in the Batfry
- Best Speculative Fiction Writing-related Podcast: Brandon Sanderson, Howard Tayler, Dan Wells: Writing Excuses
- Best Speculative Fiction Fan Podcast: Brent Barrett, Chris Polansky, Hank Shiffman, Kevin Bachelder, Kimberly Thompson, Lindy Rae, Michael Falkner, Sammy Mohr, Wendy Hembrock: The ScapeCast
- Best Speculative Fiction News Podcast: Bruce Moyle, Chris Rattray, David Quinn, Dion Brooks, Tiarne Double: (Cool) Shite on the Tube
- Best Gaming Podcast: Josh, Meg, Zeke, & Tom: Brilliant Gameologists
- Best Speculative Fiction Infotainment Podcast: various contributors: The 365 Days of Astronomy, the daily podcast of the International Year of Astronomy 2009
- Best Speculative Fiction Music Podcast: Devo Spice, Possible Oscar, Raymond and Scum, Rob Balder, Robert Lund & Spaff.com, Luke Ski, Tom Smith, Worm Quartet: The FuMP
- Best Anime Podcast: Anime World Order
- Best New Speculative Fiction Podcaster/Team: FETIDUS (James Durham)

2008
- Best Speculative Fiction Story (Short Form): Scott Sigler: Red Man
- Best Speculative Fiction Story (Novella Form): Mur Lafferty: Heaven – Season Four: Wasteland
- Best Speculative Fiction Story (Long Form): Mur Lafferty: Playing for Keeps
- Best Speculative Fiction Audio Drama (Short Form including Independents): Christiana Ellis: Space Casey
- Best Speculative Fiction Audio Drama (Long Form including Independents): Tee Morris: Billibub Baddings and the Case of the Singing Sword
- Best Speculative Fiction Video Podcast: Stranger Things
- Best Speculative Fiction Magazine or Anthology Podcast: Variant Frequencies
- Best Speculative Fiction Comedy/Parody Podcast: Short Cummings Audio
- Best Speculative Fiction Fan Podcast: Galactica Quorum
- Best Speculative Fiction News Podcast: Slice of SciFi
- Best Writing-related Podcast: Adventures in Scifi Publishing
- Best Infotainment Cast: The Weird Show
- Best Gaming Podcast: The Game Kennel

2007
- Best Speculative Fiction Story (Short Form): Matt Wallace: No World for Warriors (Variant Frequencies)
- Best Speculative Fiction Story (Novella Form): Timothy P. Callahan: The Arwen
- Best Speculative Fiction Story (Novel Form): Tracy Hickman: The Immortals
- Best Audio Drama (Short Form including Independents): Grant Baciocco, Doug Price: The Radio Adventures Of Dr. Floyd
- Best Audio Drama (Long Form including Independents): Steven H. Wilson, Scott D. Farquhar: Prometheus Radio Theatre
- Best Audio Production: Grant Baciocco, Doug Price: The Radio Adventures Of Dr. Floyd
- Best Video Production: Jerome Olivier: Missing Pages
- Best Video Podcast: Jerome Olivier: Missing Pages
- Best Non-Speculative Fiction: Mark Yoshimoto Nemcoff: Number One with a Bullet
- Best Fan Podcast: Jill Arroway, Les Howard, Kari Haley & Crew: The Signal
- Best Speculative Fiction News Podcast: Derek Colanduno, Robynn “Swoopy” McCarthy: Skepticality: The Official Podcast of Skeptic Magazine
- Best Anime Podcast: Rym and Scott: GeekNights Wednesdays: Anime Manga Comics
- Best Gaming Podcast: Pulp Gamer: Inside Track
- Best Graphic Literature Podcast: J. M. Campbell, Matt Melnyk: Comics Radar
- Best Infotainment Cast: Pulp Gamer: Out of Character
- Best Reality Podcast: Leann: Tag in the Seam
- Best Tech Podcast: Thomas Gideon: The Command Line
- Best Writing Related Podcast: Mur Lafferty: I Should Be Writing

2006
- Best Fiction (Short): Matt Wallace: Absolution Insured (Variant Frequencies)
- Best Fiction (Long): The Seanachai, Patrick McLean: How to Succeed in Evil
- Best Audio Production: Jeff Folchinsky: Virgin Falls
- Best Writing Podcast: Michael A. Stackpole: The Secrets
- Best Audio Drama (Long): Planet Retcon: The Stargate Café
- Best Audio Drama (Short): Grant Baciocco, Doug Price: The Radio Adventures of Dr. Floyd
- Best Fiction (Non-speculative): The Seanachai, Patrick McLean: Death of A Dish Washer
- Best Fan Podcast: Kevin Bachelder, Lindy Rae and Crew: The Scapecast featuring
- Best News Podcast: Stephen Euin Cobb: The Future And You